# Synoicum bowerbanki
Synoicum bowerbanki is een zakpijpensoort uit de familie van de Polyclinidae. De wetenschappelijke naam van de soort is voor het eerst geldig gepubliceerd in 1963 door Millar.